# موتور بمب أزادغان (أرزوئية)
موتور بمب أزادغان (بالإنجليزية: Mowtowr Pamp-e Azadegan)‏ هي منطقة سكنية تقع في إيران في Arzuiyeh Rural District. يقدر عدد سكانها بـ 20 نسمة .